# Angophora costata
Angophora costata är en myrtenväxtart som först beskrevs av Joseph Gaertner, och fick sitt nu gällande namn av Bénédict Pierre Georges Hochreutiner och James Britten. Angophora costata ingår i släktet Angophora och familjen myrtenväxter. Inga underarter finns listade i Catalogue of Life.

## Bildgalleri

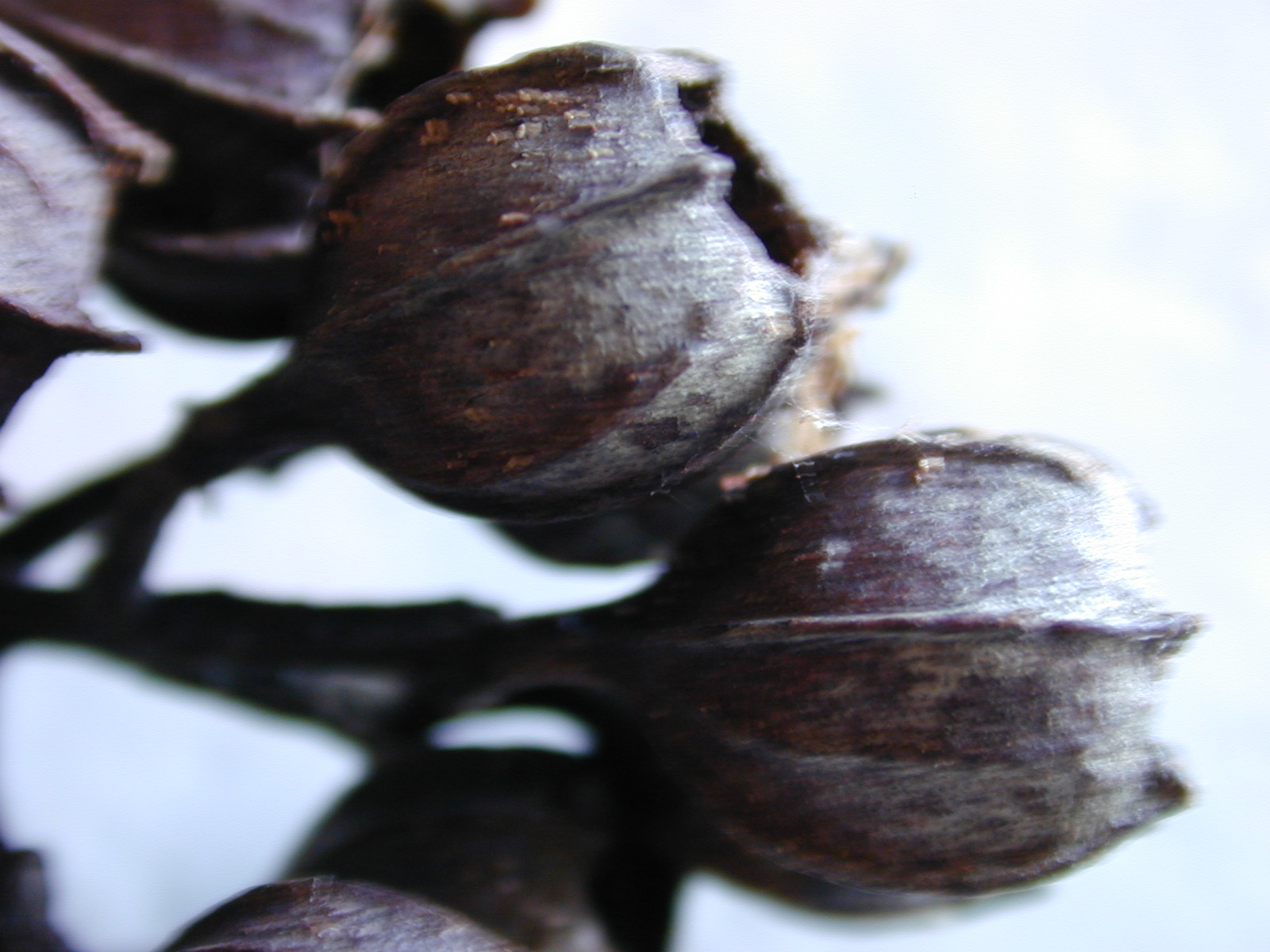